# Пустой случай
Пустой случай — рассказ Антона Павловича Чехова. Написан в 1886 году, впервые опубликован в 1886 году в газете «Новое время» № 3793 от 20 сентября в разделе «Субботники» с подписью Ан. Чехов.

## Публикации
Рассказ А. П. Чехова «Пустой случай» написан в 1886 году, впервые опубликован в 1886 году в газете «Новое время» № 3793 от 20 сентября в разделе «Субботники» с подписью Ан. Чехов, в 1887 году напечатан в сборнике «В сумерках», вошёл в издание Адольфа Маркса.
При жизни Чехова рассказ переводился на венгерский и сербскохорватский языки.

## Критика
Критика оценила рассказ. К. К. Арсеньев писал о рассказе «Пустой случай» так: «Из-за охотничьего приключения выглядывают довольно рельефно очертания фигуры захудалого князька и женщины, безнадежно в него влюбленной».
Критик А. Ф. Бычков рассказ «Пустой случай» причислил к «менее удачным» произведением Чехова. Он посчитал рассказ «растянутым».
А. А. Александров писал о произведении Чехова: «В рассказе „Пустой случай“ он сумел рассмотреть и с удивительным искусством показать крайне симпатичные черты в русском „захудалом князьке“, которого в уезде иначе не называли, как „сиятельным балбесом“ и который, между тем, не захотел „солгать только раз в жизни“, чтобы „положить к себе в карман чистоганом миллион“».
А. С. Глинка отнес рассказ Чехова к произведениям, содержащим «изображение того, как действительность смеется над человеческим счастьем».

## Персонажи
- Рассказчик.
- Сергей Иваныч, князек, высокий холостой брюнет с длинными усами.
- Надежда Львовна Кандурина, владелица леса.
- Гронтовский, главный конторщик Кандуриной.

## Сюжет
Рассказ написан от первого лица. Однажды летом рассказчик со знакомым князьком отправился к Шабельскому бору пострелять рябчиков. В лесу они встретили незнакомца (главного конторщика Гронтовского) с грибами, который предупредил встречных, что здесь запрещается охотиться. Запретил охотиться владелец леса, Надежда Львовна. Гронтовский сказал, что его задача только предупредить охотников.
Охотники решили навестить хозяйку леса. О хозяйке ходили слухи, что она в свое время была влюблена в князя Сергея Ивановича, который ехал с рассказчиком. Согласно сплетне князь не стал отвечать взаимностью, так как Надежда была некрасива; по другим слухам, отец хозяйки предложил князю жениться на ней, а князь решил, что его собираются купить с его титулом, и рассорился с отцом Надежды. После этого Надежда Львовна вышла замуж за небогатого Кандурина.
Встретившись с Надеждой Львовной, рассказчик обнаружил, что она действительно была некрасива. Охотники назвали цель прихода. Хозяйке нравилось право разрешать и запрещать охоту, но она решительно отказала пришедшим охотиться — «или всем, или никому». Тогда рассказчик сказал, что с ним приехал князь. От этого сообщения Надежда Львовна Кандурина вздрогнула и задумалась. Потом она сказала, что было бы несправедливо разрешить охоту только пришедшим. Уговоры и даже стрельба в птицу князьком её не разжалобили. Надежда Львовна попрощалась и ушла.
У выхода охотников позвала горничная и отдала записку от хозяйки с текстом: «Подателям сего охота дозволяется. Н. К.»